# سیارک ۱۰۲۵۰
سیارک ۱۰۲۵۰ (به انگلیسی: 10250 Hellahaasse، نامگذاری:1252T-1) ده هزار و دویست و پنجاهمین سیارک کشف شده‌است که در ۲۵ مارس ۱۹۷۱ کشف شد.
قدر مطلق سیارک برابر ۱۶٫۲ است.